# Médias localisés
 (janvier 2019).
Si vous disposez d'ouvrages ou d'articles de référence ou si vous connaissez des sites web de qualité traitant du thème abordé ici, merci de compléter l'article en donnant les références utiles à sa vérifiabilité et en les liant à la section « Notes et références ».
Les médias localisés sont des dispositifs de communication et d'information dont le fonctionnement est lié à l'espace. Ils utilisent les technologies de localisation en temps réel, comme le GPS ou le Wifi entre autres exemples, pour motiver un ensemble d'interactions socio-technologiques.

## Définition
L'appellation « Média localisé » est la traduction française de l'anglais Locative media, qui trouve son origine en 2003 dans le titre d'un workshop organisé par le RIXC, un centre d'art électronique et des médias à Riga.
Dans ce premier emploi, le terme « locative » renvoyait à différentes prépositions traduites de son utilisation dans la langue lettone à l'anglais : « in », « on », « at » et « by » (« dans », « sur », « à », « par »), prépositions qui reflètent l'ensemble des caractéristiques méthodologiques des usages possibles de ces médias ; renvoyant à leur rapport à l'espace et au temps ainsi qu'à leurs prérogatives interactive et expérimentale (au sens d'expérience).
De manière plus générale, les médias localisés sont des systèmes qui s'attachent à l'ensemble des dispositifs de distribution et de communication de l'information que sont les nouveaux médias et auquel s'ajoute la caractéristique primordiale d'attachement à un lieu.
Les médias localisés concernent particulièrement, si ce n'est exclusivement, les systèmes d'informations numériques. Leur particularité de localisation réduit en effet le champ des outils aux systèmes capables de transmettre leur situation au moyen d'au moins une des technologies de localisation disponibles : le GPS, le wifi, le GSM, etc. Cette capacité sous-entend une autre capacité concomitante et indispensable : la connectivité aux réseaux, condition de la transmission de données qui intervient dans de tels systèmes, souvent mobiles.
Les médias localisés sont donc, de manière plus synthétique, l'ensemble des systèmes numériques d'information et de communication dotés de capacités d'autolocalisation absolue - si elle s'exprime en termes de coordonnées cartésiennes - ou relative - si elle s'exprime par rapport à un lieu, un objet ou une personne.

## Contexte et  enjeux
Si les médias localisés prennent une telle importance dans le fonctionnement et l'analyse[réf. souhaitée] de la société actuelle c'est sans nul doute le résultat de l'expansion des compétences technologiques d'une part, mais surtout de la démocratisation de celles-ci, intensifiée par la numérisation des données et des supports. L'évolution des modes de vie a fait le reste : nous[Qui ?] évoluons désormais dans une société au sein de laquelle il nous est presque impossible de nous extraire des technologies.
Dans les années 1990, Internet a sans doute déclenché l'explosion de ces technologies au grand public, révolutionnant les systèmes d'échanges et de communication et ouvrant le champ des possibles à une apparente illimité. Dès lors, les réseaux de communication informatiques et numériques se sont multipliés jusqu'à couvrir la majeure partie de la planète, tissant un maillage immatériel et invisible de flux d'échanges entre les machines et entre les hommes autant qu'entre eux deux. C'est l'ère de l'informatique ubiquitaire, ou ambiante. L'utilisation et l'efficience des médias localisés sont tributaires de cette ubiquité.
Les enjeux liés à la pratique des médias localisés semblent divers tant leur champ d'action s'étend à tous les domaines de la société. Pourtant, tous sont portés par la même ambition générale : augmenter ce que le monde physique offre comme informations par ce que le monde numérique permet de traiter comme données immatérielles. Les médias localisés offrent l'occasion de réinvestir l'espace physique en y apposant un nouveau calque de données qui en modifient, si ce n'est toujours la fonction, au moins l'appréhension.
Les médias localisés deviennent les outils d'une nouvelle lecture du monde et de la société, mettant en exergue son fonctionnement autant que ses dysfonctionnements. Il s'agit d'établir un nouveau mode de communication, hybridant les informations physiques et numériques, pour donner à voir une autre perception du monde au travers de dispositifs capables de renouveler les
analyses psychologique, sociologique, politique, culturelle, géographique et urbanistique de la société.[réf. souhaitée]

## L'usage des médias localisés en arts
Dans le champ artistique, la localisation témoigne largement de préoccupations historiquement héritées de mouvements du XXe siècle (Dada, Surréalisme, Land art, Situationnisme…), dont on peut fixer les prémices dans les changements instaurés par la révolution industrielle de la fin du XIXe siècle, et qui mettent en relief la représentation cartographique comme élément conceptuel constitutif d'une esthétique dynamique et relationnelle.
Les artistes Dada expérimentent une première forme de mobilité avec leur procession de 1921 qui accompagne et théâtralise la présentation publique de la revue Jederman sein eigner Fussball. À cette époque, la forme déambulatoire de l'art balbutie, mais elle se banalise à partir des années 1960 tant le fonctionnement urbain prend de l'ampleur et impose son rythme. La mobilité de l'œuvre devient presque une nécessité : les marches urbaines de Fluxus, les happening, les recherches du G.R.A.V., les pérégrinations de Long, etc. La mobilité, c'est le déplacement. Soit le déplacement physique de l'objet d'art, de l'artiste, ou du public, ou un « déplacement » psychique ou encore un condenser de tous ceux-là. La volonté de l'artiste est de déclencher des expériences urbaines : rencontres, topographie, vitesse, viennent augmenter la prise de possession physique et/ou mécanique de l'espace par le déplacement.
Comme les artistes se sont approprié les médias de masse dans les années 1960 et les différentes technologies de réseau, ils puisent dans les nouvelles possibilités offertes par les médias localisés, plaçant leur pratique « entre l'art des communications et du networking et les arts du paysage, du déplacement et de l'environnement. ».
Les pratiques retrouvent la mobilité d'antan, exploitée par les artistes du land art sans perdre la connexion avec le monde des données numériques que leur a apporté Internet. L'art des médias localisés réactualise le déplacement comme moyen et forme d'art, l'augmentant du potentiel des données numériques.

## L'héritage situationniste
Richard Long[Lequel ?], à travers ses pérégrinations référencées et rapportées, peut être perçu comme le précurseur de la pratique des médias localisés. Ce retour au déplacement dans le processus de création, qui tient à la pratique, a autrement une dimension théorique, sociologique et plus généralement culturelle, résurgence de la pensée situationniste dont Guy Debord se poste en chef de file du programme de révolution culturelle.
Les situationnistes placent le parcours au cœur de leur système d'appréhension du monde. Ce système qu'ils nomment "dérive" fait particulièrement sens dans l'espace urbain, espace de rencontre entre les arts, la technologie et l'activité humaine et pour lequel les situationnistes définissent l'urbanisme unitaire, concept de construction d'un milieu intégralement engagé dans une relation fonctionnelle avec les activités humaines.
De là émerge le concept de « psycho-géographie », une discipline qui « se proposerait l'étude des lois exactes, et des effets précis du milieu géographique, consciemment aménagé ou
non, agissant directement sur le comportement affectif des individus. ». Celle-ci est autant géographique que contextuelle et permet de faire ressortir des incidences gestuelles et intellectuelles.
Andrea Urlberger définit la dérive "comme [une] désorientation ponctuelle et [un] déplacement aléatoire, qui permettrait une approche idéale de l'espace urbain". Le parcours relève de l'expérience, facteur de réponse aux préoccupations phénoménologique, existentialiste, psychologique et rationnelle qui garantissent à l'art sa prise au réel. Le parcours comme expérience physique de la réalité perçue, expérience individuelle de l'espace : une expérience vécue activement par l'individu pour mettre en exergue des sensations perceptives inédites profondément liées à la société urbaine et impossible à dévoiler autrement. La ville devient un terrain d'aventure propice à l'interaction entre l'homme et l'espace.
La pensée de l'Internationale situationniste a joué un rôle important dans l'établissement de certaines pratiques des arts moderne et contemporain : depuis les marches de Richard Long jusqu'à l'art numérique, dans une tentative de relier l'art et la vie au plus profond de leur relation, par la participation et l'interactivité mobile ; préoccupations qui se sont amplifiées au fil du temps jusqu'à devenir inaliénables du fonctionnement actuel de la société.
L'art des médias localisés renouvelle l'approche psycho-géographique et a fortiori les rapports de l'homme à l’urbanisme, à la culture, et à leur action sur la vie quotidienne. Et, la numérisation de l'espace urbain (en référence à l'informatique ubiquitaire) tend à renouveler la relation de l'individu avec celui-ci en métamorphosant les pratiques urbaines. C'est-à-dire que le numérique s'immisce dans la gestion, l'organisation et le fonctionnement de l'espace urbain, transformant les modes de déplacement et donc le parcours en lui-même.
Capables d'animer une articulation de l'espace numérique par rapport à l'espace physique, se faisant outils d'une certaine porosité de la frontière qui les sépare, les médias localisés se révèlent des outils particulièrement pertinents, permettant de replacer l'espace au cœur de la conscience quotidienne. L'interaction provoquée par l'usage des médias localisés inscrit l'homme à la jonction du physique et du numérique, combinant ces deux espaces en un ensemble manipulable.

## Un manifeste du locative art:Headmap manifesto, Ben Russel
Ben Russel met en relief quelques préceptes de la production liée aux médias localisés qu'il rassemble dans l'ouvrage Heapmap manifesto[Quand ?], qui fait figure de référence pour les praticiens des médias localisés. Russel y met en relief l'ancrage historique, présent et prospectif de la pratique des médias localisés. Par là, il souligne et articule les enjeux socioculturels, réalisant ce qui peut être considéré comme un manifeste de la création localisée : le manifeste d'un art des médias localisés.
Il pose les bases de la pratique des médias localisés, dont les fondements sont l'informatique ubiquitaire, la mobilité, les réseaux et la localisation, et dont le but est d'augmenter le monde réel.
Tout au long de ce manifeste pour un art des médias localisés, Ben Russel met en avant les intérêts et les enjeux liés à la localisation dans son rapport à l'espace. Il retrace l'importance centrale de l'espace dans la culture, dans une dynamique héritée du fonctionnement pratique de nos ancêtres, amenant la démonstration à souligner l'évolution de la perception et de l'appréhension de l'espace au fil du temps. L'espace s'affiche comme très déterminant dans le mode de vie des communautés tant dans une logique politique, militaire, sociale et technologique qu'artistique. Les médias localisés imposent alors d'eux-mêmes leur utilisation, en proie à une logique de l'espace en accord avec les fonctionnements ancestral et contemporain de l'homme. Ils réactualisent des relations ancestrales et tissent des liens nouveaux, résultats d'une hybridation des pratiques physiques et numériques.

## Exemples
- Dan Belasco Rogers, The Daily Practice of Map Making, 2003-aujourd'hui
- Blast theory, Uncle Roy all around you, 2003
- Blast theory, Can you see me now?, 2002
- Blast theory, I like Frank, 2004
- Wilfried Hou je bek, .walks, 2003
- Knowlton et Spellman, Interurban, 2004
- Ether Polak et la Waag Society, Amsterdam Real Time, 2002
- Esther Polak et Leva Auzina, Milk, 2003
- Esther Polak, Nomadic Milk, 2006
- Jeremy Wood, Routes Maps

## Conclusion
Le champ particulier occupé par les médias localisés place leur pratique en équilibre entre les arts, les sciences, et les technologies. Une telle collaboration est presque devenue une nécessité au XXIe tant la technologie est inhérente au monde. Dans ce contexte, il revient aux acteurs multiples de l'art des médias localisés de réconcilier l'art, l'esthétique, l'activisme et la vie dans une esthétique de création qui peut se défendre d'une certaine utilité pratique et/ou réflexive et critique autant que d'un positionnement social, culturel et économique.
Alors tendance d'une expression contextuelle contemporaine de l'art, la pratique des médias localisés peut s'afficher en accord avec cette conclusion de Paul Ardennes : « Cantonné à l'ordre des choses, mais pour les analyser, marié à lui, mais pour le bousculer, l'art contextuel fait en cela preuve que l'activisme artistique peut valoir comme politique, c'est-à-dire, à s'en tenir à l'étymologie du terme, comme une des formes possible du « gouvernement de la réalité. » ».